# Westermarck-effect
Het westermarck-effect is een verondersteld verschijnsel waarbij kinderen die hun jeugd met elkaar doorbrengen uiteindelijk geen seksuele belangstelling voor elkaar zullen hebben. Het verschijnsel is genoemd naar de Zweeds-Finse antropoloog Edvard Westermarck. Het bekendste voorbeeld van het westermarck-effect is het ontbreken van seksuele belangstelling tussen broers en zussen. Het effect hangt dan ook sterk samen met het taboe op incest.
Het westermarck-effect wordt gezien als een vorm van tegengestelde seksuele inprenting. Freud beargumenteerde dat familieleden van nature een seksuele aantrekkingskracht tot elkaar hebben, waardoor het incesttaboe is ontstaan, en Westermarck betoogde het tegengestelde. Het taboe op incest zou volgens Westermarck zijn ontstaan uit het gegeven dat familieleden juist geen seksuele belangstelling voor elkaar hadden en seks tussen familieleden daardoor onacceptabel is.
Niet alleen is het westermarck-effect waargenomen bij familieleden, maar ook bij andere groepen kinderen die het grootste deel van hun jeugd samen doorbrachten. Een onderzoek in Israëlische kibboetsen toonde bijvoorbeeld aan dat van de 3000 gesloten huwelijken er slechts 14 (minder dan 0,5%) gesloten waren tussen partners uit dezelfde groep. Een ander voorbeeld waren de shim-pua-huwelijken in China en op Taiwan. In een shim-pua-huwelijk verkocht een arme familie een dochter aan een rijke familie om later met de zoon te trouwen. Doordat de kinderen zoveel tijd met elkaar doorbrachten hadden ze geen seksuele belangstelling voor elkaar.
Wanneer broers en zussen daarentegen gescheiden van elkaar opgroeien is het mogelijk dat ze zich seksueel zeer sterk tot elkaar aangetrokken voelen, een verschijnsel dat bekendstaat als genetische seksuele aantrekking. Doordat broers en zussen een neiging hebben om zowel lichamelijk als geestelijk op elkaar te lijken kunnen ze zich sneller tot elkaar aangetrokken voelen. 
In vrijwel alle gevallen waarin familieleden verliefd op elkaar werden ging het om familieleden die gescheiden van elkaar opgroeiden, zoals het Duitse broer-zuster-koppel Patrick Stübing en Susan Karolewski.
Gedragsdeskundigen vermoeden dat het westermarck-effect zich evolutionair heeft ontwikkeld doordat nakomelingen van een broer en zus veelal ernstig gehandicapt zijn (inteelt) en geen nakomelingen krijgen, waardoor seksuele aantrekkingskracht tussen broer en zus als erfelijkheidstrek weinig kansrijk is.

## Kritiek
Sommige sociologen en antropologen hebben kritiek op de geldigheid van het onderzoek dat het westermarck-effect ondersteunt en dat zo de betekenis van natuurlijke selectie bij het verklaren van menselijk gedrag zou aantonen. Een studie uit 2009 door Eran Shor en Dalit Simchai toonde aan dat, ofschoon kinderen die dicht bij elkaar opgroeiden in Israëlische kibboetsen niet met elkaar trouwden, ze wel meldden zich aanzienlijk aangetrokken te voelen tot met hen opgegroeide personen. De schrijvers concluderen dat het geval van de kibboetsen weinig steun voor het westermarck-effect biedt en dat bij elkaar opgroeien van kinderen niet uit zichzelf seksuele vermijding voortbrengt, zonder het bestaan van sociale normen en druk.